# RV & AV Excelsior in het seizoen 1960/61
Het seizoen 1960/1961 was het zevende jaar in het bestaan van de Rotterdamse betaaldvoetbalclub Excelsior. De club kwam uit in de Eerste divisie B en eindigde daarin op de vierde plaats. Tevens deed de club mee aan het toernooi om de KNVB Beker, hierin werd het team in de groepsfase uitgeschakeld.

## Wedstrijdstatistieken

### Eerste divisie B
|       | Be Quick | Blauw-Wit | DHC   | EBOH  | Eindhoven | Go Ahead | 't Gooi | Heerenveen | Helmond | Heracles | RCH   | SHS   | Sittardia | SVV   | VSV   | Wageningen | ZFC   |
| ----- | -------- | --------- | ----- | ----- | --------- | -------- | ------- | ---------- | ------- | -------- | ----- | ----- | --------- | ----- | ----- | ---------- | ----- |
| Thuis | 1 – 5    | 3 – 4     | 0 – 1 | 5 – 1 | 3 – 2     | 1 – 1    | 3 – 1   | 3 – 1      | 4 – 2   | 3 – 1    | 3 – 1 | 3 – 2 | 3 – 0     | 4 – 2 | 5 – 0 | 3 – 0      | 5 – 3 |
| Uit   | 0 – 0    | 5 – 2     | 2 – 1 | 2 – 1 | 2 – 2     | 1 – 1    | 1 – 1   | 3 – 1      | 2 – 0   | 1 – 0    | 2 – 2 | 3 – 1 | 2 – 3     | 2 – 0 | 0 – 5 | 3 – 0      | 0 – 0 |

### KNVB beker
| Groepsfase                                               | Excelsior                            | 4 – 1 (4 – 0) | UVS                                                               |
| 14 augustus 1960 Plaats: Rotterdam Woudestein            | Toon Meerman 2', 8', –' Piet Slui 7' |               | 80' Wim van Kampen                                                |
| Groepsfase                                               | LFC                                  | 0 – 6 (0 – 3) | Excelsior                                                         |
| 18 september 1960 Plaats: Leiden Sportpark Boshuizerkade |                                      |               | 10', 75' Louis Corpeleijn 25', –', 85' Toon Meerman 37' Piet Slui |
| Groepsfase                                               | Excelsior                            | 1 – 1 (0 – 1) | Sparta                                                            |
| 30 oktober 1960 Plaats: Rotterdam Woudestein             | Ad Verhoeven 67' (e.d.)              |               | 32' Henk Janssen                                                  |
| Groepsfase                                               | SHS                                  | 3 – 0 (2 – 0) | Excelsior                                                         |
| 12 april 1961 Plaats: Den Haag Houtrust                  | Theo Valkenhoff 40', 45', 85'        |               |                                                                   |

## Statistieken Excelsior 1960/1961

### Eindstand Excelsior in de Nederlandse Eerste divisie B 1960 / 1961
| Stand | Gespeeld | Gewonnen | Gelijk | Verloren | Punten | Doelpunten voor | Doelpunten tegen |
| ----- | -------- | -------- | ------ | -------- | ------ | --------------- | ---------------- |
| 4e    | 34       | 15       | 7      | 12       | 37     | 72              | 58               |

### Topscorers
| #                 | Naam              | Goal |
| ----------------- | ----------------- | ---- |
| 1.                | Piet Slui         | 27   |
| 2.                | Toon Meerman      | 20   |
| 3.                | Louis Corpeleijn  | 8    |
| 4.                | Thijs Libregts    | 7    |
| 5.                | Gerard Weber      | 4    |
| 6.                | Arie Delwel       | 2    |
| 7.                | Ben Damen         | 1    |
| 7.                | Gerrie den Hartog | 1    |
| 7.                | Bep Hoek          | 1    |
| Onbekend doelpunt |                   |      |
| –                 | Onbekend          | 1    |
| Totaal            | Totaal            | 72   |

| #              | Naam                  | Goal |
| -------------- | --------------------- | ---- |
| 1.             | Toon Meerman          | 6    |
| 2.             | Louis Corpeleijn      | 2    |
| 2.             | Piet Slui             | 2    |
| Eigen doelpunt |                       |      |
| –              | Ad Verhoeven (Sparta) | 1    |
| Totaal         | Totaal                | 1    |